# Колодяжне (зупинний пункт)
Коло́дяжне — пасажирський залізничний зупинний пункт Рівненської дирекції Львівської залізниці.
Розташований у селі Колодяжне Ковельського району Волинської області на лінії Здолбунів — Ковель між станціями Ковель (4 км) та Любитів (7 км).
Станом на березень 2019 року щодня чотири пари електропоїздів прямують за напрямком Ковель-Пасажирський — Ківерці/Луцьк/Здолбунів.